# Pepsi Max 400
Le Pepsi Max 400 est une course automobile qui a été organisée entre 2004 et 2010 par la NASCAR et qui comptait pour le championnat des NASCAR Cup Series. Elle se déroulait sur le circuit dénommé Auto Club Speedway situé à Fontana dans l'État du Californie aux États-Unis. 
Créée en 2004 sous le nom de Pop Secret 500, cette épreuve se disputait sur une distance de 500 milles (804,7 km). En 2010, la course est disputée sur une distance de 400 milles (643,7 km).
Cette course était la seconde du calendrier de la NASCAR Cup Series à y être disputée, la première étant l'Auto Club 500. En 2009 et 2010, elle était courue en octobre et la course faisant partie du Chase (en) en NASCSAR Cup Series.

## Histoire
La première course eut lieu en 2004 à la suite d'un réalignement du calendrier de la NASCAR Cup Series. Elle apparaît même partiellement dans le film  La Coccinelle revient. De sa création jusqu'à l'édition de 2008, la course se déroulait le week-end de la Fête du Travail (Labor Day), ce wee-end ayant auparavant été réservé à la course du Southern 500 à Darlington.
L'édition de 2005 voit la victoire de Kyle Busch lequel devient le plus jeune pilote à gagner une course de NASCAR Cup Series (dénommée à l'époque la Nextel Cup Series).
En 2009, à la suite d'un réalignement du calendrier, les circuits de Talladega Superspeedway et de l'Atlanta Motor Speedway conviennent d'inverser leurs dates. La course d'Atlanta est dès lors disputé fin octobre. 
Le nom de la course devient le Pepsi 500 en août 2008, la société Pepsi succédant à l'ancien sponsor Sharp. Ce changement de nom est annoncé sur le site web du circuit, la société Pepsi ayant été le sponsor officiel des boissons gazeuses du circuit depuis 1997 avant que l'Auto Club Speedway ne soit repris par l'International Speedway Corporation (société propriétaire de plusieurs circuits utilisés par la NASCAR). Pepsi devient le sponsor de la course bien que la société ISC ait signé en 2008 un contrat avec la firme Coca-Cola remplaçant Pepsi comme officiel sponsor officiel des boissons gazeuses de ses circuits (ce contract devant se mettre en place de façon progressive).
La NASCAR annonce le 13 janvier 2010 que la course allait être raccourcie de 100 milles (161 km). Elle annonce ensuite qu'à cause de ses faibles assistances, la course ne serait plus organisée après celle de 2010. De plus, l'autre course disputée sur l'Auto Club Speedway (l'Auto Club 500) est déplacée en début de saison 2011 (elle devient la deuxième course du calendrier et se déroule le 5 juin 2011 ayant été permutée avec la course du Kansas Speedway).

## Logo

Logo de la course.

## Palmarès
| Année | Date        | Pilote         | Écurie                   | Châssis   | Distance course | Distance course | Temps course    | Vitesse moyenne (mph) |
| ----- | ----------- | -------------- | ------------------------ | --------- | --------------- | --------------- | --------------- | --------------------- |
| Année | Date        | Pilote         | Écurie                   | Châssis   | Tours           | Miles (km)      | Temps course    | Vitesse moyenne (mph) |
| 2004  | 5 septembre | Elliott Sadler | Robert Yates Racing      | Ford      | 250             | 500 (804,672)   | 3 h 53 min 47 s | 128,324               |
| 2005  | 4 septembre | Kyle Busch     | Hendrick Motorsports     | Chevrolet | 254             | 508 (817,546)   | 3 h 43 min 32 s | 136,356               |
| 2006  | 3 septembre | Kasey Kahne    | Evernham Motorsports     | Dodge     | 250             | 500 (804,672)   | 3 h 27 min 40 s | 144,462               |
| 2007  | 2 septembre | Jimmie Johnson | Hendrick Motorsports     | Chevrolet | 250             | 500 (804,672)   | 3 h 48 min 08 s | 131,502               |
| 2008  | 31 août     | Jimmie Johnson | Hendrick Motorsports     | Chevrolet | 250             | 500 (804,672)   | 3 h 36 min 03 s | 138,857               |
| 2009  | 11 octobre  | Jimmie Johnson | Hendrick Motorsports     | Chevrolet | 250             | 500 (804,672)   | 3 h 28 min 28 s | 143,908               |
| 2010  | 10 octobre  | Tony Stewart   | Stewart-Haas Racing      | Chevrolet | 200             | 400 (643,737)   | 3 h 01 min 53 s | 131,953               |
| 2011* | 27 mars     | Kevin Harvick  | Richard Childress Racing | Chevrolet | 200             | 400 (643,737)   | 2 h 39 min 06 s | 150,849               |
| 2012  | 25 mars     | Tony Stewart   | Stewart-Haas Racing      | Chevrolet | 129*            | 258 (415,21)    | 1 h 36 min 39 s | 160,166               |
| 2013  | 24 mars     | Kyle Busch     | Joe Gibbs Racing         | Toyota    | 200             | 400 (643,737)   | 2 h 57 min 19 s | 135,351               |
| 2014  | 23 mars     | Kyle Busch     | Joe Gibbs Racing         | Toyota    | 206*            | 412 (663,05)    | 3 h 05 min 53 s | 132,987               |

## Pilotes multiples vainqueurs
| Nbr. Vict. | Pilote         | Saison           |
| ---------- | -------------- | ---------------- |
| 3          | Jimmie Johnson | 2007, 2008, 2009 |

## Écuries multiples gagnantes
| Nbr. Vict. | Écurie               | Saison                 |
| ---------- | -------------------- | ---------------------- |
| 4          | Hendrick Motorsports | 2005, 2007, 2008, 2009 |

## Victoires par marque de voiture
| Nbr. Vict. | Écurie    | Saison                       |
| ---------- | --------- | ---------------------------- |
| 5          | Chevrolet | 2005, 2007, 2008, 2009, 2010 |
| 1          | Ford      | 2004                         |
| 1          | Dodge     | 2006                         |